# The Mission – Ihr Geschäft ist der Tod
The Mission (Originaltitel: chinesisch 鎗火 / 枪火, Pinyin Qiānghuǒ, Jyutping Coeng1fo2 – „Schusswaffe und Munition, Geschützfeuer, Schussfeuer“, internationaler Titel: englisch The Mission) aus dem Jahr 1999 ist ein in Hongkong produzierter Gangsterfilm unter der Regie von Johnnie To. Der Film handelt von einer Gruppe von fünf Männern, die einen Triadenchef als Leibwächter schützen.
Der Film erschien in Deutschland direkt auf DVD.

## Handlung
Der Triaden-Boss Lung überlebt einen Mordanschlag in einem Restaurant nur knapp, einer seiner Männer wird dabei getötet. Das Restaurant gehört „Fat Cheung“, einem Unterboss, der ebenfalls der Triade von Lung angehört.
Zu seinem Schutz engagiert Lung ein Team aus fünf Männern, die ihn als Leibwächter beschützen sollen: Curtis ist der erfahrenste der Gruppe und arbeitet in seinem Hauptberuf als Friseur, der schweigsame Waffenexperte James, der Barbetreiber Roy und dessen jüngerer Gangkollege Shin sowie der frühere Zuhälter Mike.
In den nächsten Tagen kommt er zu einem ersten Anschlagsversuch, als ein Scharfschütze die Autos mit Lung und seinen Bodyguards von einem Hochhaus unter Beschuss nimmt. Lung wird getroffen, seine kugelsichere Weste verhindert aber nennenswerten Schaden. Es gelingt den Männern den Angriff abzuwehren, wobei Curtis entscheidet, mit Lung, James, Mike und Shin davonzufahren, bevor Roy zurückgekehrt ist (der sich von der Gruppe getrennt hatte, um einen der Angreifer zu verfolgen). Roy fährt wütend mit einem Taxi zum Haus von Lung zurück und verprügelt Curtis, was dieser über sich ergehen lässt. Als Wiedergutmachung sucht Curtis am folgenden Tag einen Kriminellen auf, der in Roys Abwesenheit dessen Nachtclub Probleme bereitet hatte und tötet diesen.
Die fünf Leibwächter sind zunehmend eingespielt und wehren zwei weitere Anschläge auf Lung ab. Sie verfolgen einen der überlebenden Attentäter bis zu deren Versteck. Nach einem Feuergefecht gelingt es ihnen, einen der Täter lebendig zu stellen. Dadurch zeigt sich, dass die Anschläge von Fat Cheung in Auftrag gegeben wurden, woraufhin Lung seinen Vertrauten Frank zu Cheung schickt, um ihn zu töten. Nachdem sie den verbleibenden Attentäter getötet haben und keine Gefahr mehr für Lung besteht, feiern die fünf Leibwächter den Erfolg ihrer Mission in einem Restaurant.
Frank händigt Curtis fünf Umschläge mit der Bezahlung aus und teilt ihm mit, er habe erfahren, dass Shin ein Verhältnis mit der Frau von Lung gehabt haben soll und dass dieser verschwinden solle. Curtis sagt ihm, er werde sich darum kümmern. Er fährt zu James, bittet diesen eine Waffe zu beschaffen und arrangiert ein Treffen mit Shin für den Abend. James warnt Roy und da dieser als Boss von Shin für ihn verantwortlich ist, stellt er ihn zur Rede, wobei er gesteht, von Lungs Frau verführt worden zu sein. Roy konfrontiert Curtis und sagt ihm, dass er nicht zulassen könne, dass Shin getötet werde. Sie fassen den Plan, Shin in einem Boot nach Taiwan flüchten zu lassen, dieser wird jedoch letztendlich verworfen, da Frank dann Roy nachstellen würde.
Alle treffen sich abends in einem ansonsten leeren Restaurant um die Situation zu klären. James verlässt die Runde, um Lung um Gnade für Shin zu bitten. Als er am Anwesen von Lung eintrifft, wird er Zeuge, wie dieser seine untreue Ehefrau töten lässt. James erkennt die Ausweglosigkeit der Situation und fährt zurück zum Restaurant, wo es zu einem Mexican standoff kommt. Curtis schießt auf Shin, während Roy sein Magazin leert, ohne auf Curtis zu zielen. Die Männer verlassen das Restaurant, wobei Curtis James eine verbleibende Platzpatrone zuwirft; der Tod von Shin (der wohlbehalten durch den Hinterausgang flüchtet) wurde nur für Lung inszeniert.

## Rezeption
Thomas Willmann von artechock kam zu dem Urteil „Johnnie To schildere in diesem wohl schönsten seiner nicht weniger als drei 1999 gedrehten Meisterwerke wortkarg und messerscharf auf den Punkt eine knallharte Männerwelt der bedingungslosen Loyalität“.
Johnnie To gewann für den Film bei der 19. Verleihung des Hong Kong Film Award den Preis für die beste Regiearbeit.